# Curia Regis (Inglaterra)
Curia Regis es un término latino que significa "Concilio Real" o "Corte del Rey".
La Curia Regis en Inglaterra fue un concilio de terratenientes y eclesiásticos que aconsejaban al rey de Inglaterra en materia legislativa. Reemplazó a su predecesor anglo-sajón, el Witenagemot, después de la Conquista Normanda de 1066.
Guillermo el Conquistador trajo a Inglaterra el sistema feudal de su nativa Normandía. De esta manera, otorgó tierras a sus partidarios militares más importantes, quienes a su vez otorgaron tierras a sus partidarios, creando de esta manera una jerarquía feudal. Aquellos que recibieron tierra directamente del rey fueron conocidos como terratenientes, y sus tierras fueron conocidas como manors. Guillermo I fue el gobernante absoluto, pero buscó el consejo de la curia regis, antes de hacer leyes. 
A menudo, los terratenientes se enfrentaron por el poder con sus homólogos espirituales e incluso con el rey. En 1215, obtuvieron de Juan I la Carta Magna, que establecía que el rey no podía imponer o recolectar impuestos (excepto los impuestos feudales a los cuales, hasta el momento, estaban acostumbrados), salvo con el consentimiento del Concilio. También se estableció que los más importantes terratenientes (los condes y los barones), al igual que los eclesiásticos (arzobispos, obispos y abad) fueran convocados por decreto real del Soberano, y que todos los demás fueran convocados al Concilio por órdenes judiciales de los sheriff de sus respectivos condados. Posteriormente, Juan revocó la Carta Magna, pero Enrique III la restauró.
El Concilio Real lentamente se fue convirtiendo en el Parlamento. En 1265, Simón de Montfort, VI conde de Leicester, se rebeló contra Enrique III y convocó un parlamento de sus partidarios, sin autorización real. Los arzobispos, obispos, abadías, condes y barones fueron convocados, al igual que los caballeros de cada comarca y dos burgueses de cada municipio. Los caballeros habían sido convocados a concilios previos, pero la representación de los municipios no tenía precedentes. El esquema de De Montfort fue formalmente adoptado por Eduardo I en el llamado "Parlamento modelo" de 1295 reunido en el Palacio de Westminster. Al principio, cada estado debatía independientemente, pero durante el reinado de Eduardo III, el Parlamento fue separado en dos cámaras y fue asumiendo su forma actual.
- Datos: Q672507